# Мамедов, Назим Дадаш оглы
Назим Мамедов — режиссёр, художник-мультипликатор.

## Жизнь
Назим Мамедов родился 3 июля 1934 года в Баку .
В 1957 году окончил Азербайджанское государственное художественное училище имени Азим Азимзаде. В 1961 году окончил курсы художников-мультипликаторов при «Союзмультфильме» в Москве. В 1961 года он работал аниматором в студии «Азербайджанфильм», а с 1970 года он также начал работать режиссёром. В 1970-м году он участвовал в создании первого полноценного азербайджанского мультипликационного фильма «Медведь и мышь». В 1988 году он создал первый в Азербайджанской Республике пятичастный мультфильм «Красивая фатма» (азербайджанский язык: Гёйчак Фатма).
Назим Мамедов скончался в Баку 29 октября 2004 года.
В сентябре 2016 года в торгово-развлекательном центре Порт-Баку открылась выставка памяти Назима Мамедова. В выставке было более 50 работ Назима Мамедова.

## Фильмография
1. Лев и два быка (мультфильм, 1970)
2. Медведь и мышь (мультфильм, 1970)
3. Джыртдан (мультфильм, 1969)
4. Новые похождения Джыртана (мультфильм, 1973)
5. Фитне (мультфильм, 1970)
6. Красивая Фатьма (мультфильм, 1988)
7. И увидела Умай сон (мультфильм, 1985)
8. Добро и Зло (мультфильм, 1980)
9. Караван (мультфильм, 1995)
10. Исправит ли горбатого могила? (мультфильм, 1972)
11. Волшебный кувшин (мультфильм, 1979)
12. Потом ты пожалеешь (мультфильм, 1978)
13. Шах и слуга (мультфильм, 1976)
14. Прекрасная царевна Нефть (мультфильм, 1974)
15. Домик на поляне (мультфильм, 1986)
16. Пёс и его тень (мультфильм, 1977)
17. Паломничество лиса (мультфильм, 1971)
18. Утверждение местного персонала (мультфильм,1973)